# Resolutie 2291 Veiligheidsraad Verenigde Naties
Resolutie 2291 van de Veiligheidsraad van de Verenigde Naties werd op 13 juni 2016 unaniem aangenomen door de VN-Veiligheidsraad, en verlengde het mandaat van de UNSMIL-missie in Libië met een half jaar.

## Achtergrond
Op 15 februari 2011 braken in Libië – in navolging van andere Arabische landen – protesten uit tegen het autocratische regime van kolonel Moammar al-Qadhafi. Deze draaiden uit op een burgeroorlog tussen het regime en gewapende rebellengroepen, die zich gesteund wisten door het merendeel van de internationale gemeenschap, en die, met behulp van NAVO-bombardementen, de bovenhand haalden en een nieuwe regering opzetten. Vervolgens brak echter geweld uit tussen het nieuwe regeringsleger, verscheidene al dan niet door de overheid gesteunde milities, groepen die Qadhafi bleven steunen en islamitische groeperingen. Toen de islamitische partijen de verkiezingen verloren maar weigerden de macht af te staan ontstond een tweede regering.

## Inhoud
De VN erkende de regering van nationaal akkoord als de enige wettige regering van Libië. De vorming van deze tijdelijke regering was overeengekomen in het politiek akkoord dat op 17 december 2015 was gesloten in het Marokkaanse Skhirate. Op 30 maart 2016 waren de leden van de presidentiële raad van de afgesproken regering van nationale eenheid onder leiding van premier Fayez Serraj aangekomen in de hoofdstad Tripoli. Deze regering moest allereerst tijdelijke veiligheidsmaatregelen nemen teneinde het land te stabiliseren.
UNSMIL's mandaat werd verlengd tot 15 december 2016, en omvatte:
i. Toezien op de mensenrechten en hierover rapporteren;
ii. De ongecontroleerde verspreiding van wapens tegengaan;
iii. Belangrijke overheidsinstellingen bijstaan;
iv. Op vraag essentiële dienstverlening en de levering van noodhulp ondersteunen;
v. De internationale hulp aan Libië coördineren;
Lijst ·  2260 ·  2261 ·  2262 ·  2263 ·  2264 ·  2265 ·  2266 ·  2267 ·  2268 ·  2269 ·  2270 ·  2271 ·  2272 ·  2273 ·  2274 ·  2275 ·  2276 ·  2277 ·  2278 ·  2279 ·  2280 ·  2281 ·  2282 ·  2283 ·  2284 ·  2285 ·  2286 ·  2287 ·  2288 ·  2289 ·  2290 ·  2291 ·  2292 ·  2293 ·  2294 ·  2295 ·  2296 ·  2297 ·  2298 ·  2299 ·  2300 ·  2301 ·  2302 ·  2303 ·  2304 ·  2305 ·  2306 ·  2307 ·  2308 ·  2309 ·  2310 ·  2311 ·  2312 ·  2313 ·  2314 ·  2315 ·  2316 ·  2317 ·  2318 ·  2319 ·  2320 ·  2321 ·  2322 ·  2323 ·  2324 ·  2325 ·  2326 ·  2327 ·  2328 ·  2329 ·  2330 ·  2331 ·  2332 ·  2333 ·  2334 ·  2335 ·  2336